# Super Adventure Rockman
Super Adventure Rockman (яп. スーパーアドベンチャーロックマン?) — это интерактивая видеоигра, выпущенная на Sega Saturn и PlayStation в классической серии Mega Man от Capcom. Игра была выпущена только в Японии.

## Сюжет
Игра разделена на три эпизода. Доктор Вайли обнаружил древний инопланетный суперкомпьютер "Ра Мун", спрятанный в развалинах Амазонки, который использует для того, чтобы оживить своих роботов из игр Mega Man 2 и Mega Man 3. Руины каким-то образом остановили почти все оборудование и электричество в мире. Это вызвало пагубное воздействие на роботов с помощью частоты помех из-за сырости и агрессии микроволн, что вдруг распространились после активации Ра Муна. Ролл больше всех пострадала, но Доктор Лайт иммунизирует Мегамена и его братьев, и посылает их, чтобы остановить доктора Вайли, пока не поздно.

## Игровой процесс
Игра переключается между анимационными сценами, принятиями решений из списка вариантов текста, а также борьбы в режиме стрелка от первого лица.